# Llista d'objectes NGC
Seguidament hi ha la llista d'objectes del New General Catalogue (NGC). Aquest catàleg astronòmic cataloga principalment clústers d'estrelles, nebuloses i galàxies. Aquest catàleg va ser publicat en 1888 por John Dreyer.
- Llista d'objectes NGC (1-999)
- Llista d'objectes NGC (1000-1999)
- Llista d'objectes NGC (2000-2999)
- Llista d'objectes NGC (3000-3999)
- Llista d'objectes NGC (4000-4999)
- Llista d'objectes NGC (5000-5999)
- Llista d'objectes NGC (6000-6999)
- Llista d'objectes NGC (7000-7840)